# هفتادگانی

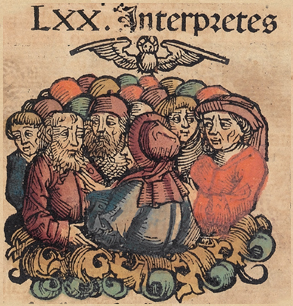
نورنبرگ کرونیل

سپتوآگینتا یا هَفتادگانی (به لاتین: Septuaginta، در عربی: سبعینیه) نسخه‌ای است از نسخ تورات یا همان تنخ (تناخ) که در قرن سوم قبل از میلاد و در دوران فرمان‌روایی بطلمیوس دوم فیلادلفوس در مصر، به دستور او، یهودیان اسکندریه کتاب عهد عتیق را به زبان یونانی ترجمه کردند. نام این نسخه برگرفته از این روایت است که این کتاب را هفتاد و دو تن از دانشمندان یهودی ترجمه کرده‌اند. نسخه هفتادگانی با متن عبری تفاوت‌هایی داشت. مهم‌ترین تفاوت‌های آن این بود که کتاب‌هایی در این نسخه وجود داشت که متن عبری آن در دست نبود. این هفت کتاب عبارت‌اند از طوبیت، یودیت، کتاب حکمت، حکمت یشوع بن سیراخ، باروخ و کتب مکابیان.
نسخه هفتادگانی برخلاف نسخه عبری که دارای ۳۹ سفر است، دارای ۴۶ سفر می‌باشد. در بین سال‌های ۲۰۰ ق. م تا ۱۰۰ ب. م بسیاری از یهودیان و مسیحیان، از این نسخه استفاده می‌کردند. تا این که در حدود سال ۹۰ میلادی، سران یهود شورایی در شهر جابنه تشکیل دادند و ۳۹ کتابی را که در متن عهد عتیق عبری بود به رسمیت شناختند و اسفار هفت‌گانه اضافی موجود در ترجمه هفتادگانی را غیرقانونی اعلام کردند. هم‌اکنون، هفت کتاب موجود در نسخه هفت‌گانه، از اسفار مشکوک عهد عتیق است. تفاوت‌های نسخه هفتادگانی با نسخه عبری تنها به این هفت کتاب منحصر نیست؛ سفر دانیال و سفر استر در نسخه هفتادگانی طولانی‌تر هستند؛ در این نسخه یک مزمور اضافی وجود دارد و دعای منسه که در این نسخه‌است در دیگر نسخ یافت نمی‌شود.

## شرح ابوریحان بیرونی از چگونگی ترجمه تورات
ابوریحان بیرونی در آثار الباقیه ترجمهٔ تورات به یونانی به‌فرمان بطلمیوس را چنین بازنموده است:
شرح قصه اینست که چون بخت‌النصر بر بیت‌المقدس دست‌یافت و آنجا را خراب کرد، طایفه‌ای از یهود جلای وطن کردند و به پادشاه مصر پناهنده شدند. تا آنکه زمان پادشاهی بطلمیوس فیلادلفوس شد. او چون شنید که تورات کتابیست آسمانی، یهودیان را به‌سوی خود خواند و مسکنشان داد و ملاطفت بسیار کرد و اجازه داد که به بیت‌المقدس بازگردند. پس بنی‌اسرائیل با بدرقهٔ مقربان شاه بیرون شدند. بطلمیوس گفتشان که: «مرا به شما نیازی است. اگر حاجت مرا برآورید، حق مرا سپاس گزارده‌اید، و آن اینست که نسخه‌ای از کتابتان تورات را به من ببخشید.» بنی‌اسرائیل حاجتش را اجابت کردند و چون به بیت‌المقدس بازگشتند، وعدهٔ خویش را وفا نمودند و یک نسخهٔ تورات به زبان عبری ازبرای این پادشاه فرستادند. بطلمیوس عبری نمی‌فهمید. پس به‌سوی ایشان کس فرستاد که: «کسانی را نزد من بفرستید که یونانی و عبری بدانند تا این کتاب را ازبهر من ترجمه کنند.» پس بنی‌اسرائیل از اسباط دوازده‌گانه ۷۲ تن برگزیدند (شش تن از هرسبط) و پیش این شاه فرستادند. ایشان به ترجمهٔ تورات مشغول شدند. ایشان را بطلمیوس دو به دو از هم جدا کرد و بر سر هردو نفر مأموری گذاشت تا مواظبت نمایند. چون از ترجمه فارغ شدند، ۳۶ ترجمه به‌دست آمد. آن‌ها را با یکدیگر مقابله کردند، اختلاف چندانی نیافتند. پس شاه ایشان را پاداش داد، و اینان یک نسخه از این ۳۶ نسخه را خواستند تا اسباب افتخار و مباهات بر همسرانشان باشد، پادشاه هم از بذل آن مضایقه نکرد، و این همان نسخه است که نزد نصارا است و تبدیل و تحریف نیافته است.